# Peter Ludwig Bodden
Peter Ludwig Bodden (* 1. März 1648 in Aachen; † 17. oder 18. Jahrhundert) war ein deutscher Politiker und Bürgermeister der Reichsstadt Aachen.

## Leben und Wirken
Peter Ludwig Bodden stammt aus einem vormals Kölnischen Patriziergeschlecht ab und war der Sohn des Johann Bodden (1606–1680), Besitzer von Gut Hasselholz, und der Katharina Samson aus Maastricht, sowie Bruder des Bürgermeisters Theodor Bodden († 1683). Er trat in die Kommunalpolitik ein, wurde in den Stadtrat gewählt und bekleidete 1681 dort das Amt des Baumeisters. Schließlich wurde er ein Jahr nach dem Tod seines Bruders und dessen einziger Bürgermeisterwahl als Vertreter der Zünfte in den Jahren 1684/85, 1686/87, 1688/89, 1690/91, 1692/93 und 1694/95 zum Bürger-Bürgermeister der Stadt Aachen gewählt, wobei seine mitregierenden Schöffenbürgermeister in den ersten drei Amtsjahren Werner von Broich und in den letzten drei Wilhelm Adolf von Eys waren. Im Jahr 1710 bekleidete sein Neffe Michael Bodden ebenfalls noch das Amt des Bürger-Bürgermeisters.
Boddens Tod ist in den Quellen nicht überliefert; er könnte sich aber kurz vor oder nach der Wende zum 18. Jahrhundert ereignet haben. Bodden war verheiratet mit Anna Elisabeth Stouppart, die ihm sechs Kinder gebar, von denen seine Tochter Catharina später den Bürgermeister Dietrich Joseph Speckhewer heiratete. Für die Familie hatte er im Jahr 1680 das ihm und seinem Bruder von dem verstorbenen Vater vererbte Gut Hasselholz als Anteilseigner releviert.

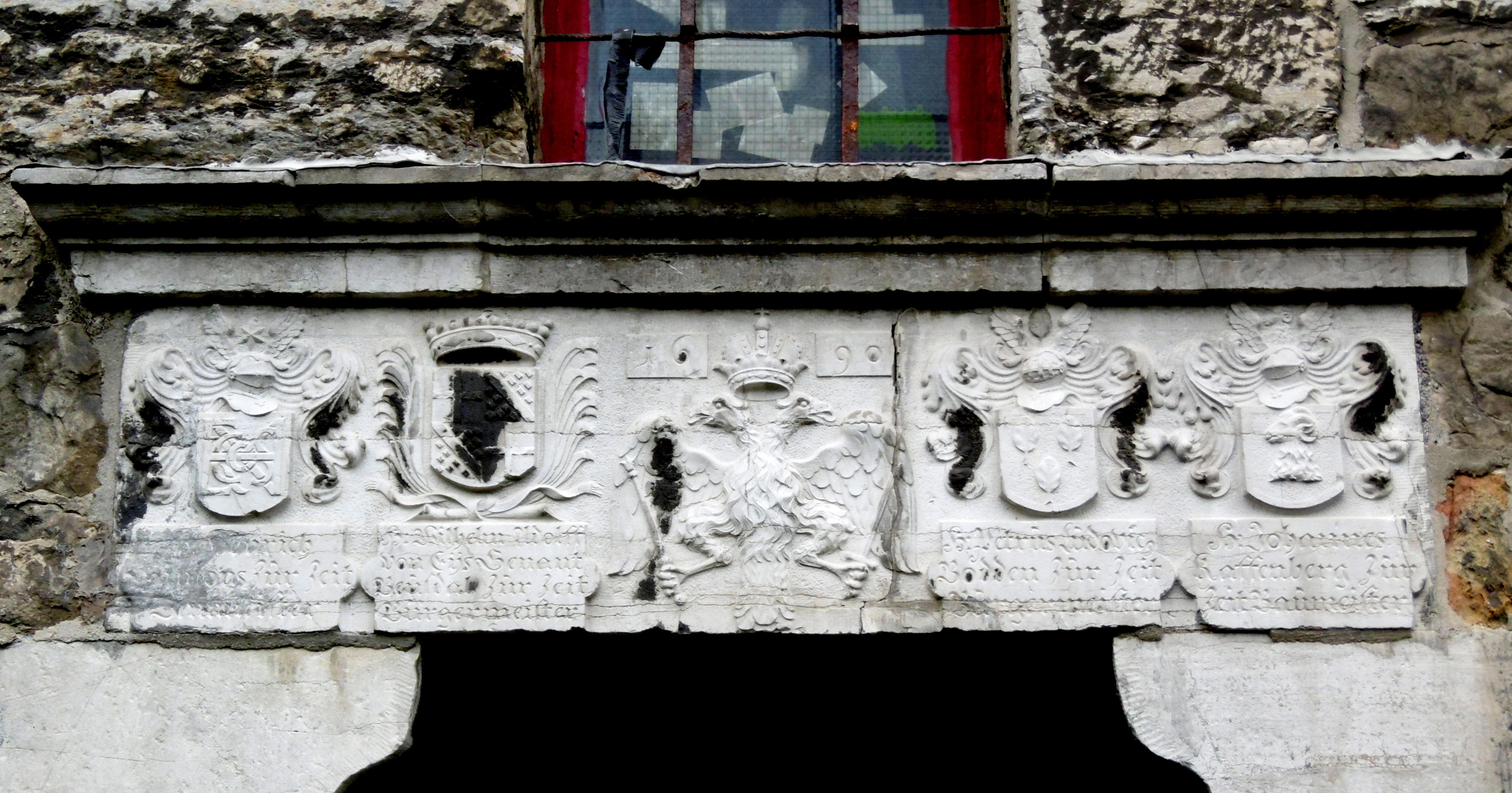
Wappenstein am Langen Turm

An Peter Ludwig Bodden erinnert heute noch ein Gedenkstein im Türsturz am Aachener Langen Turm, auf dem mit Wappen und Inschrift die Namen der Bürgermeister und Baumeister des Jahres 1690 eingraviert sind, in deren Amtszeit der Turm maßgeblich restauriert und ausgebaut worden war.